# Kobe Portopia Hotel
Le Kobe Portopia Hotel (ポートピアホテル, Pōtopia hoteru) est un gratte-ciel construit à Kōbe au Japon en 1981 sur l'ile artificielle de Port Island. Sa hauteur est de 112 mètres.
L'immeuble a été conçu par l'agence d'architecture Nikken Sekkei.
Il a la forme d'un ovale dont la longueur est de plus de 5 fois supérieure à la largeur.